# Cirès
Pour les articles homonymes, voir Ciré et Cires.
Cirès est une commune française située dans le sud-ouest du département de la Haute-Garonne, en région Occitanie. Sur le plan historique et culturel, la commune est dans le pays de Comminges, correspondant à l’ancien comté de Comminges, circonscription de la province de Gascogne située sur les départements actuels du Gers, de la Haute-Garonne, des Hautes-Pyrénées et de l'Ariège.
Exposée à un climat de montagne, elle est drainée par le Neste d'Oueil et par divers autres petits cours d'eau. La commune possède un patrimoine naturel remarquable composé de quatre zones naturelles d'intérêt écologique, faunistique et floristique.
Cirès est une commune rurale qui compte 11 habitants en 2022, après avoir connu un pic de population de 169 habitants en 1800. Elle fait partie de l'aire d'attraction de Bagnères-de-Luchon. Ses habitants sont appelés les Cirésois ou  Cirésoises.
Le patrimoine architectural de la commune comprend deux  immeubles protégés au titre des monuments historiques : l'église de la Nativité-de-la-Sainte-Vierge, inscrite en 1977, et une maison, inscrite en 1979.

## Géographie

### Localisation
La commune de Cirès se trouve dans le département de la Haute-Garonne, en région Occitanie.
Elle se situe à 112 km à vol d'oiseau de Toulouse, préfecture du département, à 33 km de Saint-Gaudens, sous-préfecture, et à 9 km de Bagnères-de-Luchon, bureau centralisateur du canton de Bagnères-de-Luchon dont dépend la commune depuis 2015 pour les élections départementales.
La commune fait en outre partie du bassin de vie de Bagnères-de-Luchon.
Les communes les plus proches sont : 
Caubous (0,4 km), Bourg-d'Oueil (1,8 km), Mayrègne (2,0 km), Saint-Paul-d'Oueil (4,0 km), Billière (4,6 km), Jurvielle (4,6 km), Cathervielle (4,6 km), Poubeau (4,7 km).
Sur le plan historique et culturel, Cirès fait partie du pays de Comminges, correspondant à l’ancien comté de Comminges, circonscription de la province de Gascogne située sur les départements actuels du Gers, de la Haute-Garonne, des Hautes-Pyrénées et de l'Ariège.
La commune est limitrophe du département des Hautes-Pyrénées.
Les communes limitrophes sont  Bourg-d'Oueil, Cathervielle, Caubous, Ferrère, Poubeau et Sost.
|               | Ferrère (Hautes-Pyrénées) | Sost (Hautes-Pyrénées, par un quadripoint) |
| Bourg-d'Oueil | Cirès                     | Caubous                                    |
| Poubeau       | Cathervielle              |                                            |

### Hydrographie
Elle est drainée par le Neste d'Oueil, Coume de Baston, Coume de Rèques, le ruisseau d'Arréchaudède, le ruisseau de Rustier et par deux petits cours d'eau, constituant un réseau hydrographique de 9 km de longueur totale,.
Le Neste d'Oueil, d'une longueur totale de 12 km, prend sa source dans la commune de Bourg-d'Oueil et s'écoule vers le sud-est. Il traverse la commune et se jette dans la rivière l'One à Saint-Aventin, après avoir traversé 9 communes.

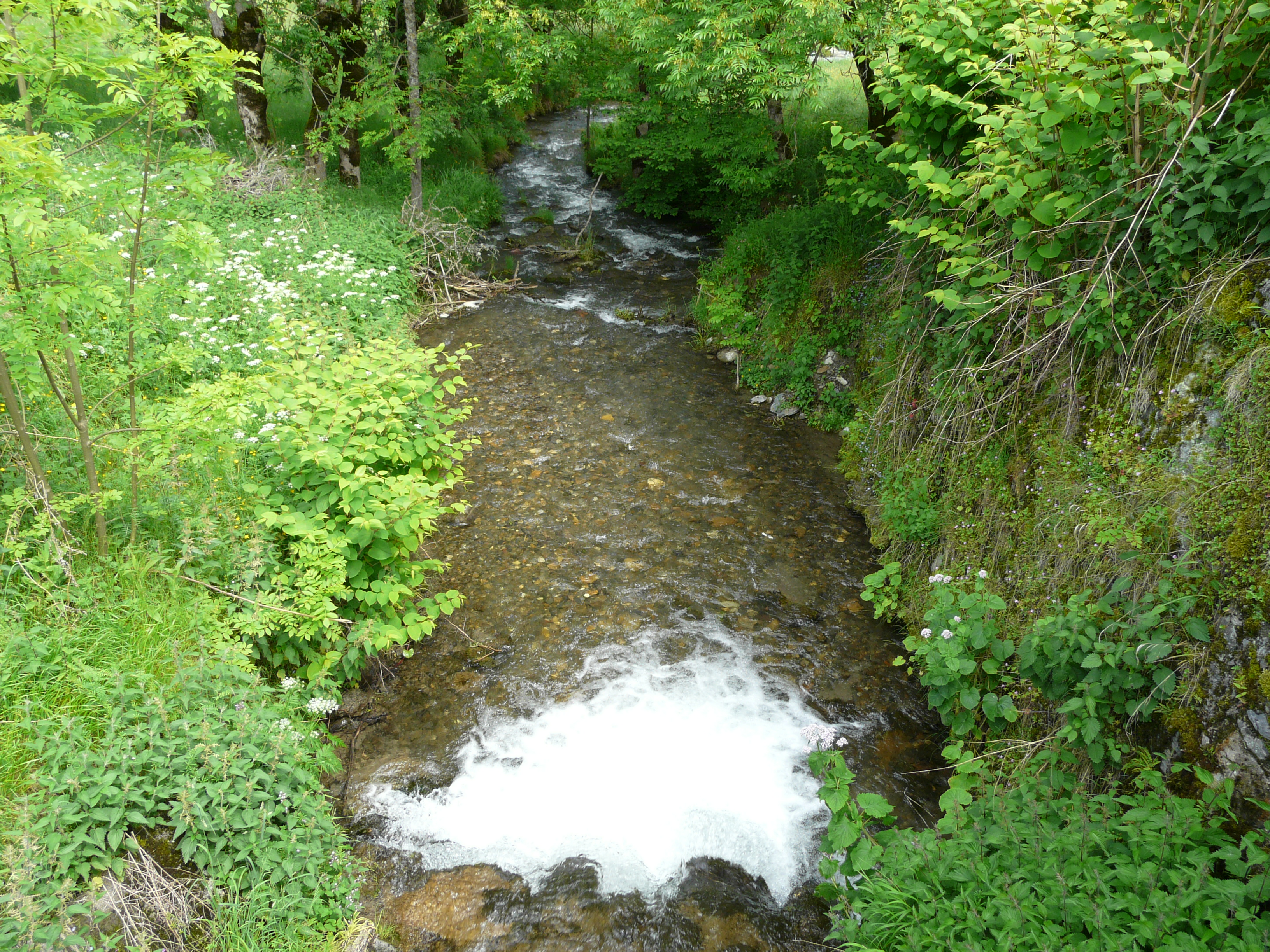
La Neste d'Oueil à l'ouest du village de Cirès.
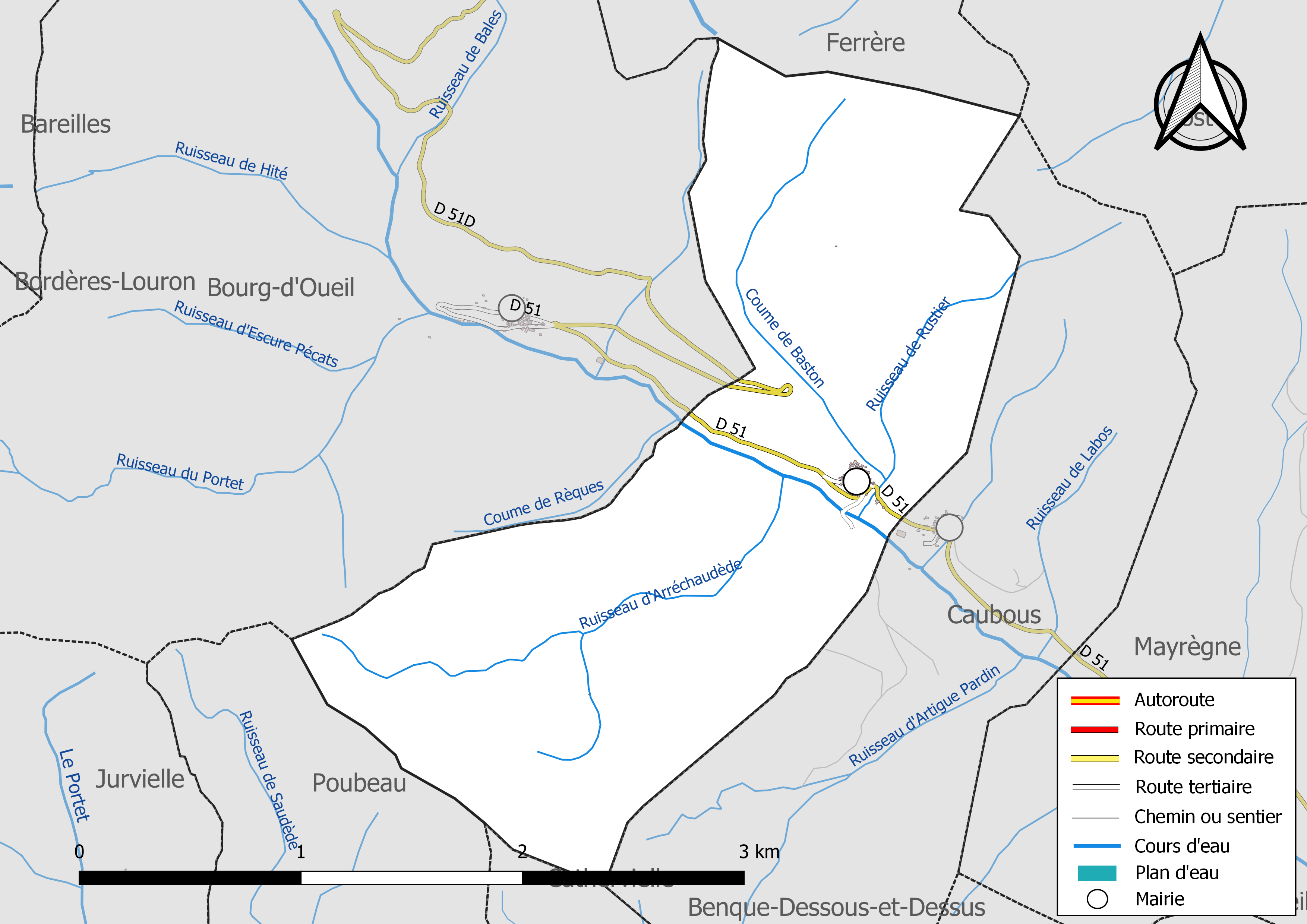
Réseaux hydrographique et routier de Cirès.

### Climat
Pour des articles plus généraux, voir Climat de l'Occitanie et Climat de la Haute-Garonne.
En 2010, le climat de la commune est de type climat de montagne, selon une étude s'appuyant sur une série de données couvrant la période 1971-2000. En 2020, Météo-France publie une typologie des climats de la France métropolitaine dans laquelle la commune est exposée à un climat de montagne ou de marges de montagne et est dans la région climatique Pyrénées centrales, caractérisée par une pluviométrie annuelle de 1 000 à 1 200 mm.
Pour la période 1971-2000, la température annuelle moyenne est de 7,9 °C, avec une amplitude thermique annuelle de 14,5 °C. Le cumul annuel moyen de précipitations est de 1 134 mm, avec 9,7 jours de précipitations en janvier et 8,6 jours en juillet. Pour la période 1991-2020, la température moyenne annuelle observée sur la station météorologique la plus proche, située sur la commune de Bagnères-de-Luchon à 9 km à vol d'oiseau, est de 11,5 °C et le cumul annuel moyen de précipitations est de 940,5 mm,. Pour l'avenir, les paramètres climatiques de la commune estimés pour 2050 selon différents scénarios d’émission de gaz à effet de serre sont consultables sur un site dédié publié par Météo-France en novembre 2022.

### Milieux naturels et biodiversité

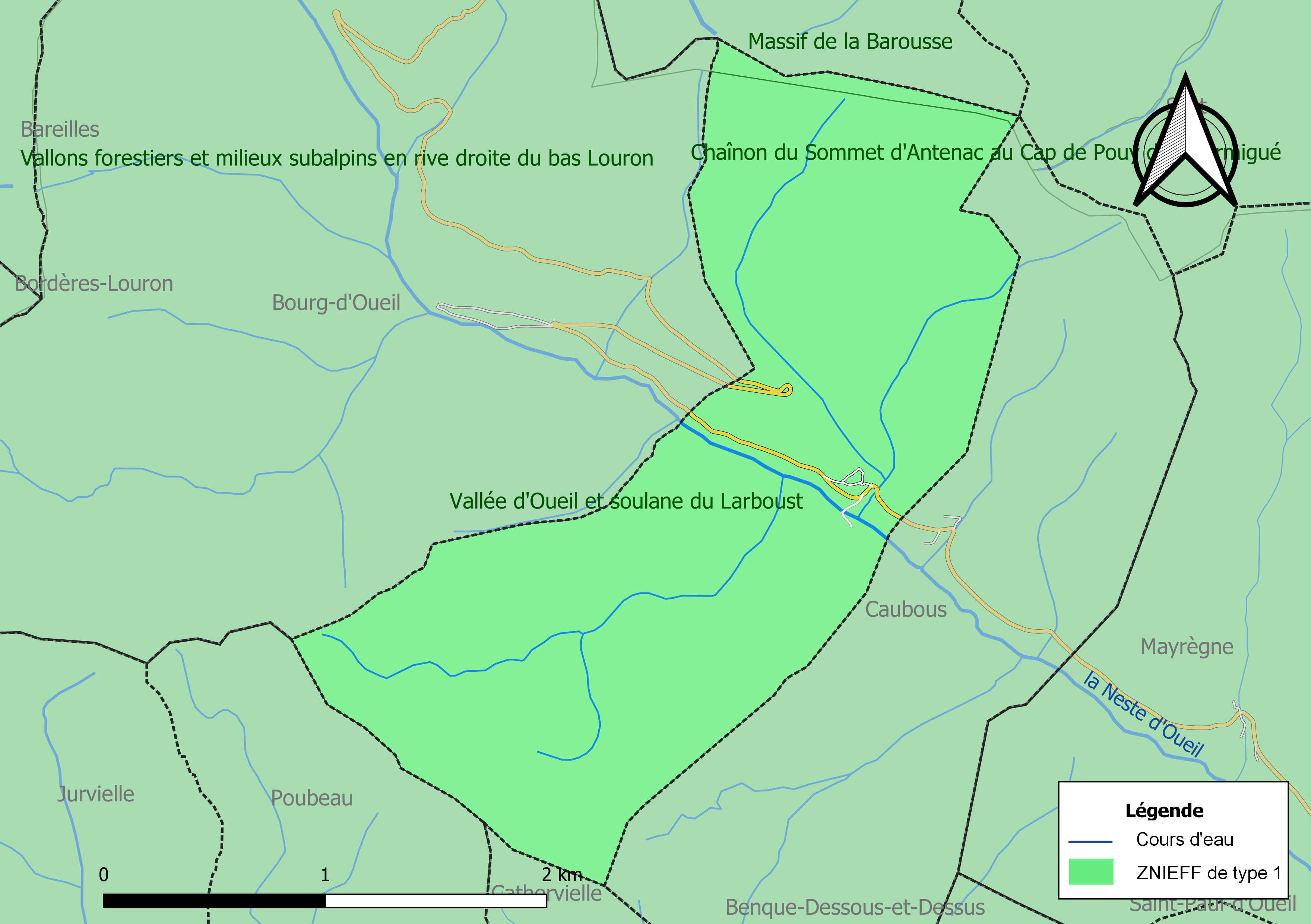
Carte des ZNIEFF de type 1 localisées sur la commune.

L’inventaire des zones naturelles d'intérêt écologique, faunistique et floristique (ZNIEFF) a pour objectif de réaliser une couverture des zones les plus intéressantes sur le plan écologique, essentiellement dans la perspective d’améliorer la connaissance du patrimoine naturel national et de fournir aux différents décideurs un outil d’aide à la prise en compte de l’environnement dans l’aménagement du territoire.
Deux ZNIEFF de type 1 sont recensées sur la commune :
le « massif de la Barousse » (6 802 ha), couvrant 12 communes dont deux dans la Haute-Garonne et dix dans les Hautes-Pyrénées et 
la « vallée d'Oueil et soulane du Larboust » (6 150 ha), couvrant 27 communes dont 21 dans la Haute-Garonne et six dans les Hautes-Pyrénées
et deux ZNIEFF de type 2, : 
- la « Haute montagne en Haute-Garonne » (33 294 ha), couvrant 49 communes dont 41 dans la Haute-Garonne et huit dans les Hautes-Pyrénées[18] ;
- le « massif de la Barousse et chaînon du sommet d´Antenac au cap de Pouy de Hourmigué » (15 691 ha), couvrant 33 communes dont 18 dans la Haute-Garonne et 15 dans les Hautes-Pyrénées[19].

## Urbanisme

### Typologie
Au 1er janvier 2024, Cirès est catégorisée commune rurale à habitat très dispersé, selon la nouvelle grille communale de densité à sept niveaux définie par l'Insee en 2022.
Elle est située hors unité urbaine. Par ailleurs la commune fait partie de l'aire d'attraction de Bagnères-de-Luchon, dont elle est une commune de la couronne,. Cette aire, qui regroupe 44 communes, est catégorisée dans les aires de moins de 50 000 habitants,.

### Occupation des sols
L'occupation des sols de la commune, telle qu'elle ressort de la base de données européenne d’occupation biophysique des sols Corine Land Cover (CLC), est marquée par l'importance des forêts et milieux semi-naturels (89,9 % en 2018), une proportion identique à celle de 1990 (89,9 %). La répartition détaillée en 2018 est la suivante : 
milieux à végétation arbustive et/ou herbacée (58,3 %), forêts (31,6 %), prairies (10,1 %). L'évolution de l’occupation des sols de la commune et de ses infrastructures peut être observée sur les différentes représentations cartographiques du territoire : la carte de Cassini (XVIIIe siècle), la carte d'état-major (1820-1866) et les cartes ou photos aériennes de l'IGN pour la période actuelle (1950 à aujourd'hui).

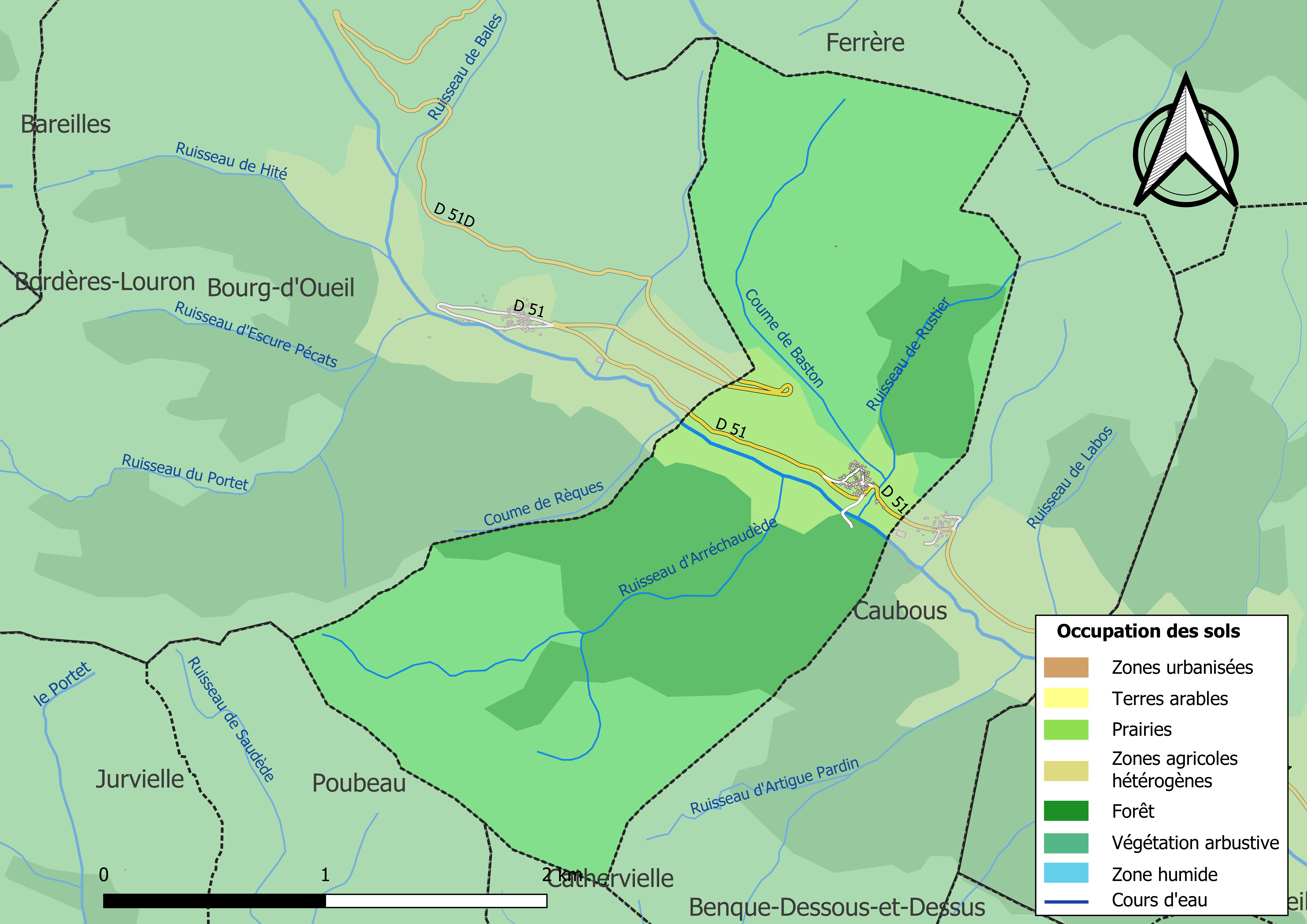
Carte des infrastructures et de l'occupation des sols de la commune en 2018 (CLC).

### Risques majeurs
Le territoire de la commune de Cirès est vulnérable à différents aléas naturels : météorologiques (tempête, orage, neige, grand froid, canicule ou sécheresse), inondations, feux de forêts, mouvements de terrains, avalanche  et séisme (sismicité moyenne). Un site publié par le BRGM permet d'évaluer simplement et rapidement les risques d'un bien localisé soit par son adresse soit par le numéro de sa parcelle.
Certaines parties du territoire communal sont susceptibles d’être affectées par le risque d’inondation par débordement de cours d'eau, notamment le Neste d'Oueil. La commune a été reconnue en état de catastrophe naturelle au titre des dommages causés par les inondations et coulées de boue survenues en 1982, 1999 et 2009,.
Un plan départemental de protection des forêts contre les incendies a été approuvé par arrêté préfectoral du 25 septembre 2006. Cirès est exposée au risque de feu de forêt du fait de la présence sur son territoire du massif des Pyrénées. Il est ainsi défendu aux propriétaires de la commune et à leurs ayants droit de porter ou d’allumer du feu dans l'intérieur et à une distance de 200 mètres des bois, forêts, plantations, reboisements ainsi que des landes. L’écobuage est également interdit, ainsi que les feux de type méchouis et barbecues, à l’exception de ceux prévus dans des installations fixes (non situées sous couvert d'arbres) constituant une dépendance d'habitation,

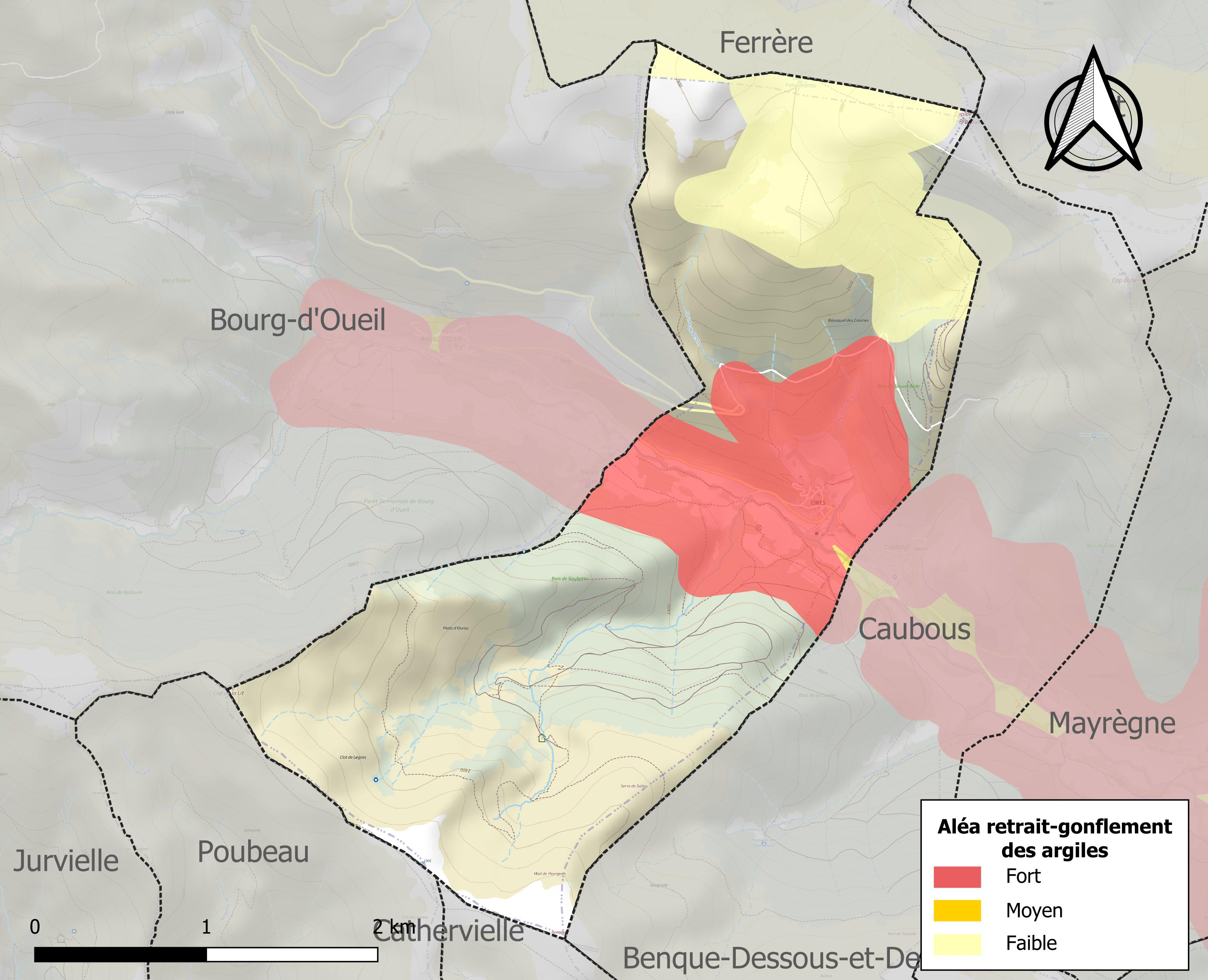
Carte des zones d'aléa retrait-gonflement des sols argileux de Cirès.

La commune est vulnérable au risque de mouvements de terrains constitué principalement du retrait-gonflement des sols argileux. Cet aléa est susceptible d'engendrer des dommages importants aux bâtiments en cas d’alternance de périodes de sécheresse et de pluie. 20,3 % de la superficie communale est en aléa moyen ou fort (88,8 % au niveau départemental et 48,5 % au niveau national). Sur les 40 bâtiments dénombrés sur la commune en 2019, 40 sont en aléa moyen ou fort, soit 100 %, à comparer aux 98 % au niveau départemental et 54 % au niveau national. Une cartographie de l'exposition du territoire national au retrait gonflement des sols argileux est disponible sur le site du BRGM,.
Par ailleurs, afin de mieux appréhender le risque d’affaissement de terrain, l'inventaire national des cavités souterraines permet de localiser celles situées sur la commune.
Concernant les mouvements de terrains, la commune a été reconnue en état de catastrophe naturelle au titre des dommages causés par des mouvements de terrain en 1999.

## Politique et administration
| Période                                  | Période   | Identité               | Étiquette | Qualité                     |
| ---------------------------------------- | --------- | ---------------------- | --------- | --------------------------- |
| Les données manquantes sont à compléter. |           |                        |           |                             |
| avant 1988                               | ?         | Jean Safourcade        | PS        |                             |
| mars 2001                                | 2008      | Marius Pueo            |           |                             |
| mars 2008                                | mars 2014 | Gérard Desmeules       |           |                             |
| mars 2014                                | 2020      | Marie-France Gerdessus | SE        | Retraitée Fonction publique |
| 2020                                     | En cours  | Laurent Bruna          |           |                             |

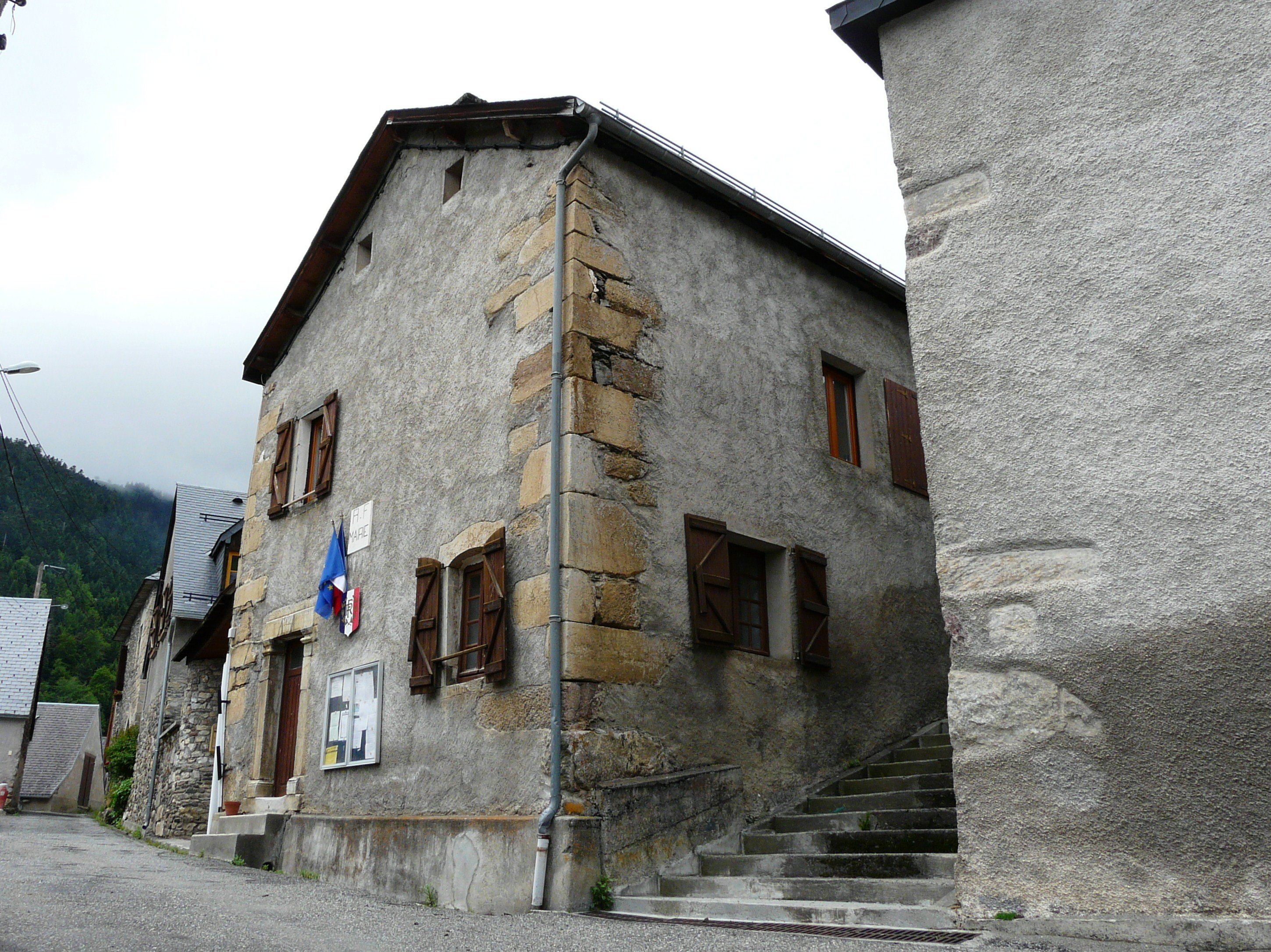
La mairie.

Commune faisant partie de la huitième circonscription de la Haute-Garonne.

## Démographie
L'évolution du nombre d'habitants est connue à travers les recensements de la population effectués dans la commune depuis 1793. Pour les communes de moins de 10 000 habitants, une enquête de recensement portant sur toute la population est réalisée tous les cinq ans, les populations de référence des années intermédiaires étant quant à elles estimées par interpolation ou extrapolation. Pour la commune, le premier recensement exhaustif entrant dans le cadre du nouveau dispositif a été réalisé en 2008.

En 2022, la commune comptait 11 habitants, en évolution de −8,33 % par rapport à 2016 (Haute-Garonne : +8,02 %, France hors Mayotte : +2,11 %).
| 1793 | 1800 | 1806 | 1821 | 1831 | 1836 | 1841 | 1846 | 1851 |
| ---- | ---- | ---- | ---- | ---- | ---- | ---- | ---- | ---- |
| 160  | 169  | 123  | 163  | 151  | 150  | 123  | 138  | 126  |

| 1856 | 1861 | 1866 | 1872 | 1876 | 1881 | 1886 | 1891 | 1896 |
| ---- | ---- | ---- | ---- | ---- | ---- | ---- | ---- | ---- |
| 136  | 116  | 131  | 126  | 108  | 103  | 110  | 107  | 104  |

| 1901 | 1906 | 1911 | 1921 | 1926 | 1931 | 1936 | 1946 | 1954 |
| ---- | ---- | ---- | ---- | ---- | ---- | ---- | ---- | ---- |
| 104  | 90   | 89   | 75   | 66   | 63   | 64   | 39   | 36   |

| 1962 | 1968 | 1975 | 1982 | 1990 | 1999 | 2006 | 2008 | 2013 |
| ---- | ---- | ---- | ---- | ---- | ---- | ---- | ---- | ---- |
| 31   | 21   | 21   | 11   | 11   | 8    | 11   | 12   | 12   |

| 2018 | 2022 | - | - | - | - | - | - | - |
| ---- | ---- | - | - | - | - | - | - | - |
| 14   | 11   | - | - | - | - | - | - | - |

## Économie

### Emploi
|                | 2008  | 2013  | 2018  |
| -------------- | ----- | ----- | ----- |
| Commune        | 0 %   | 0 %   | 0 %   |
| Département    | 7,7 % | 9,6 % | 9,3 % |
| France entière | 8,3 % | 10 %  | 10 %  |

En 2018, la population âgée de 15 à 64 ans s'élève à 8 personnes, parmi lesquelles on compte 62,5 % d'actifs (62,5 % ayant un emploi et 0 % de chômeurs) et 37,5 % d'inactifs,. Depuis 2008, le taux de chômage communal (au sens du recensement) des 15-64 ans est inférieur à celui de la France et du département.
La commune fait partie de la couronne de l'aire d'attraction de Bagnères-de-Luchon, du fait qu'au moins 15 % des actifs travaillent dans le pôle,. Elle compte 4 emplois en 2018, contre 2 en 2013 et 6 en 2008. Le nombre d'actifs ayant un emploi résidant dans la commune est de 5, soit un indicateur de concentration d'emploi de 80,1 % et un taux d'activité parmi les 15 ans ou plus de 35,7 %.
Sur ces 5 actifs de 15 ans ou plus ayant un emploi, 3 travaillent dans la commune, soit 60 % des habitants. Pour se rendre au travail, 40 % des habitants utilisent un véhicule personnel ou de fonction à quatre roues, 40 % s'y rendent en deux-roues, à vélo ou à pied et 20 % n'ont pas besoin de transport (travail au domicile).

### Activités
3 établissements sont implantés  à Cirès au 31 décembre 2019.
Le secteur du commerce de gros et de détail, des transports, de l'hébergement et de la restauration est prépondérant sur la commune puisqu'il représente 100 % du nombre total d'établissements de la commune (3 sur les 3 entreprises implantées  à Cirès), contre 25,9 % au niveau départemental.
Aucune exploitation agricole ayant son siège dans la commune n'est recensée lors du recensement agricole de 2020 (un en 1988),.

## Culture locale et patrimoine

### Lieux et monuments
- L'église Nativité-de-la-Sainte-Vierge, du XVe siècle, située sur une petite colline dominant le village, est inscrite au titre des monuments historiques depuis 1977[36].
- Dans le village se trouve une maison du XVe siècle, également inscrite depuis 1979[37].
- Cirès possède deux altisurfaces où de nombreux élèves apprennent l'approche d'un atterrissage en montagne.

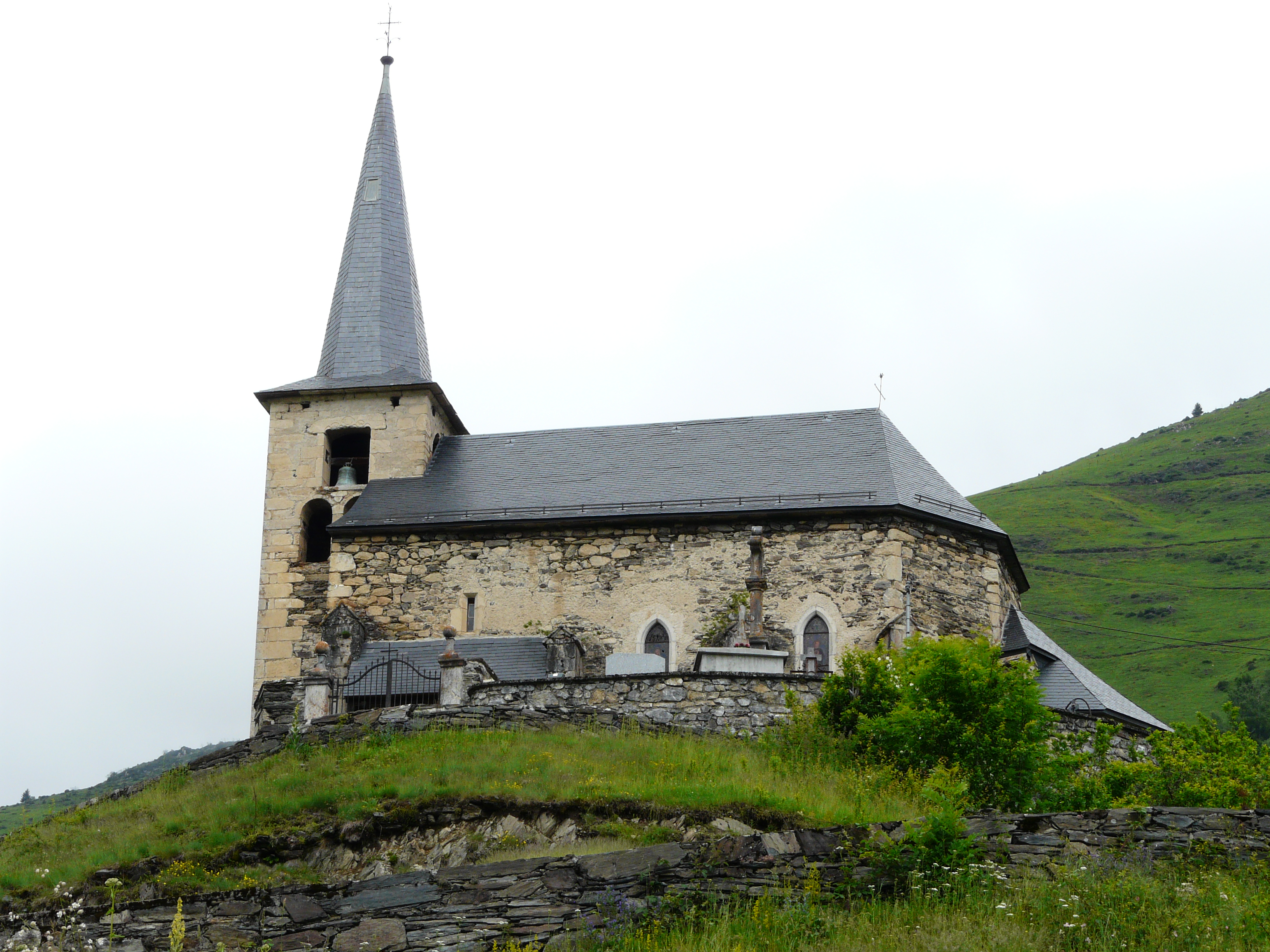
L'église Nativité-de-la-Sainte-Vierge.
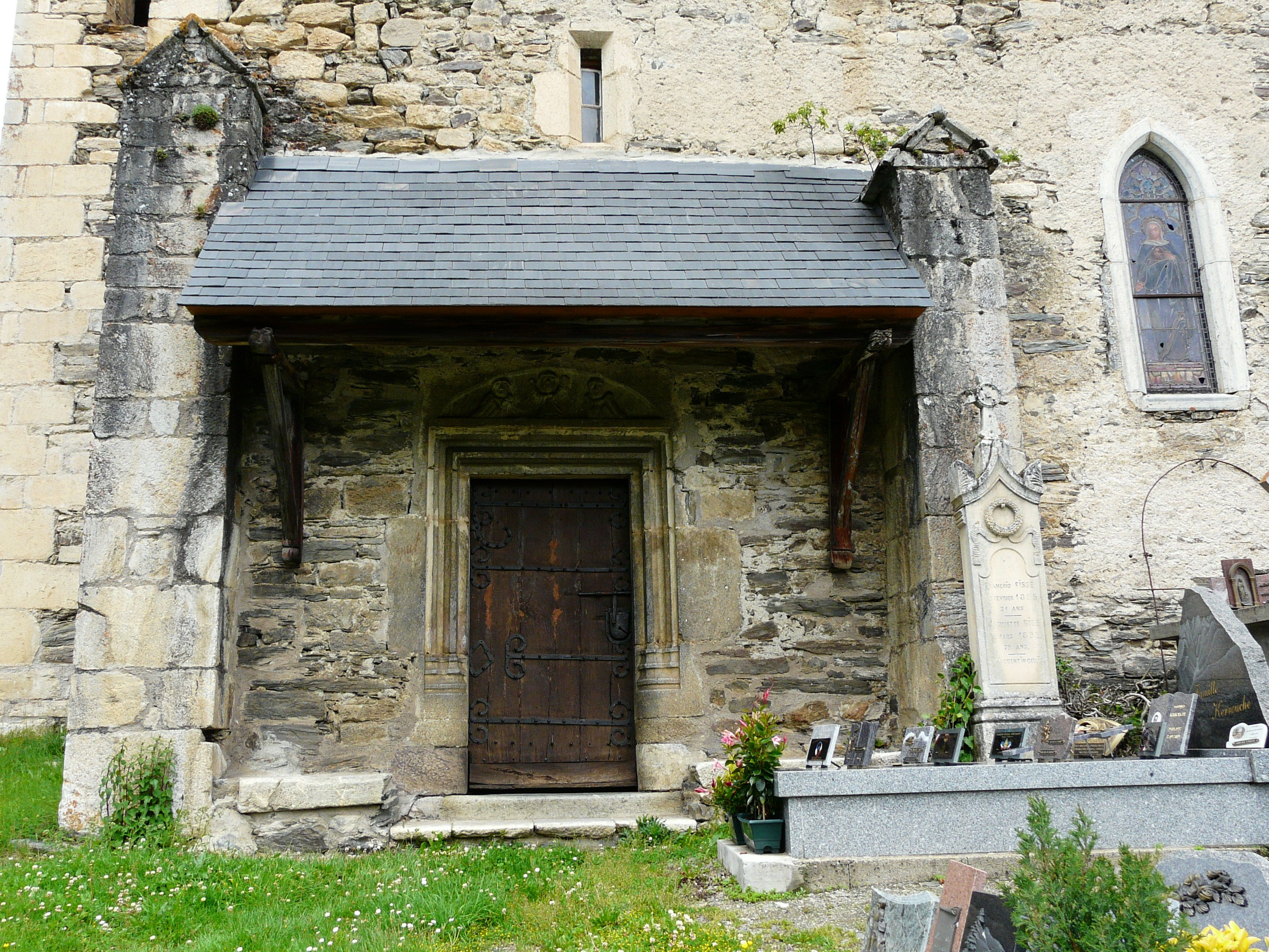
Le porche de l'église.
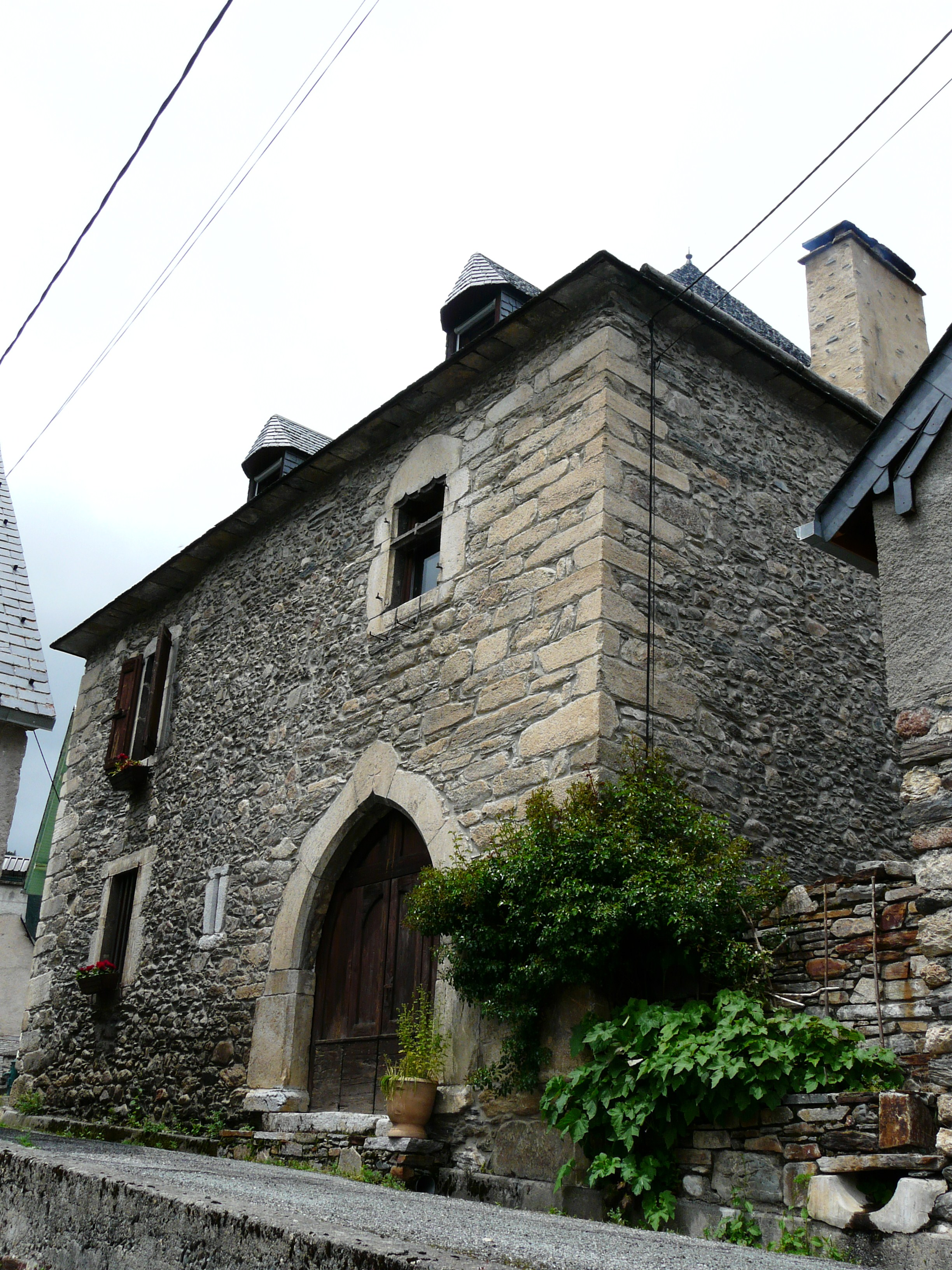
La maison du XVe siècle.
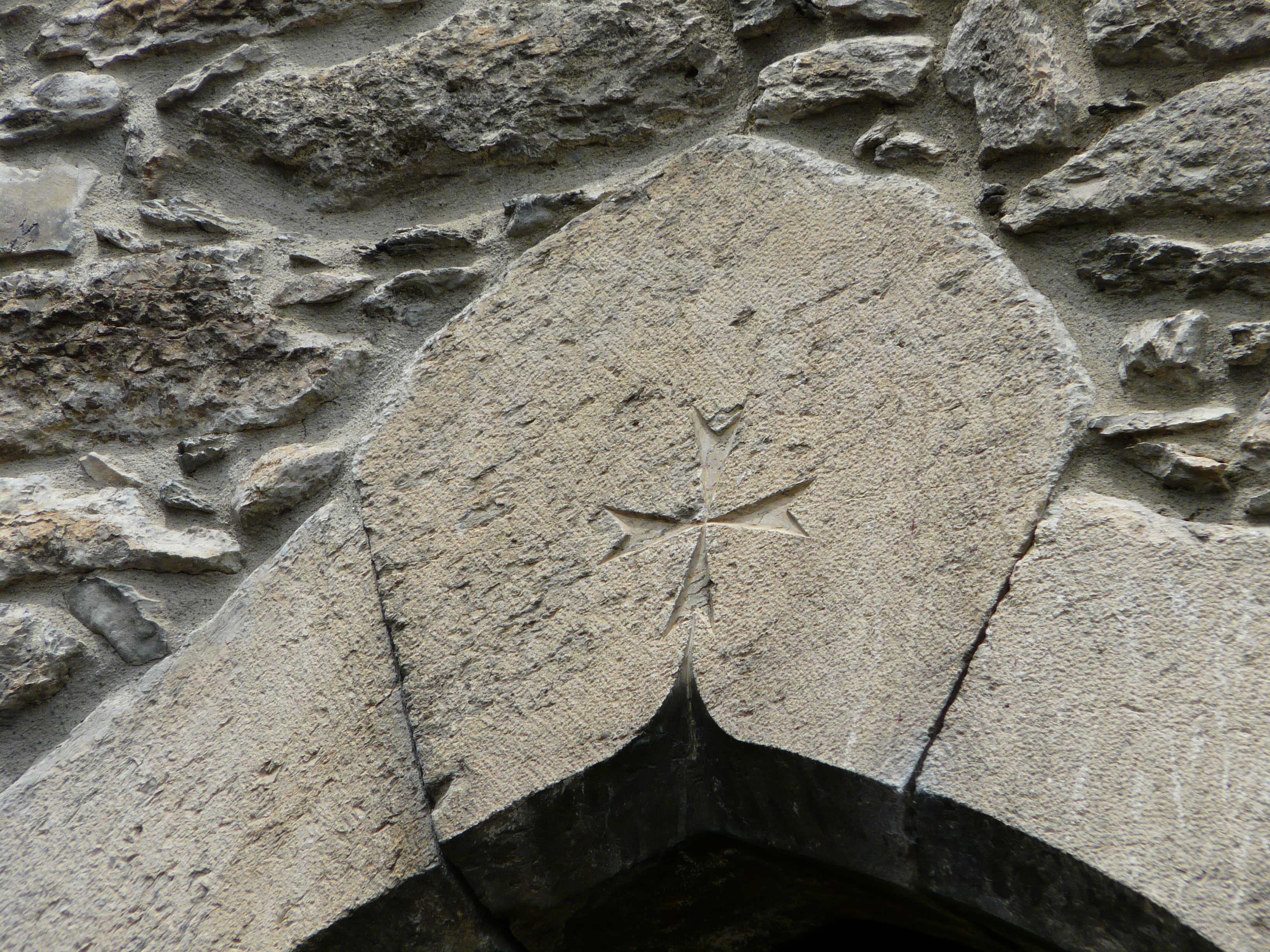
Croix de Malte gravée sur la maison du XVe siècle.
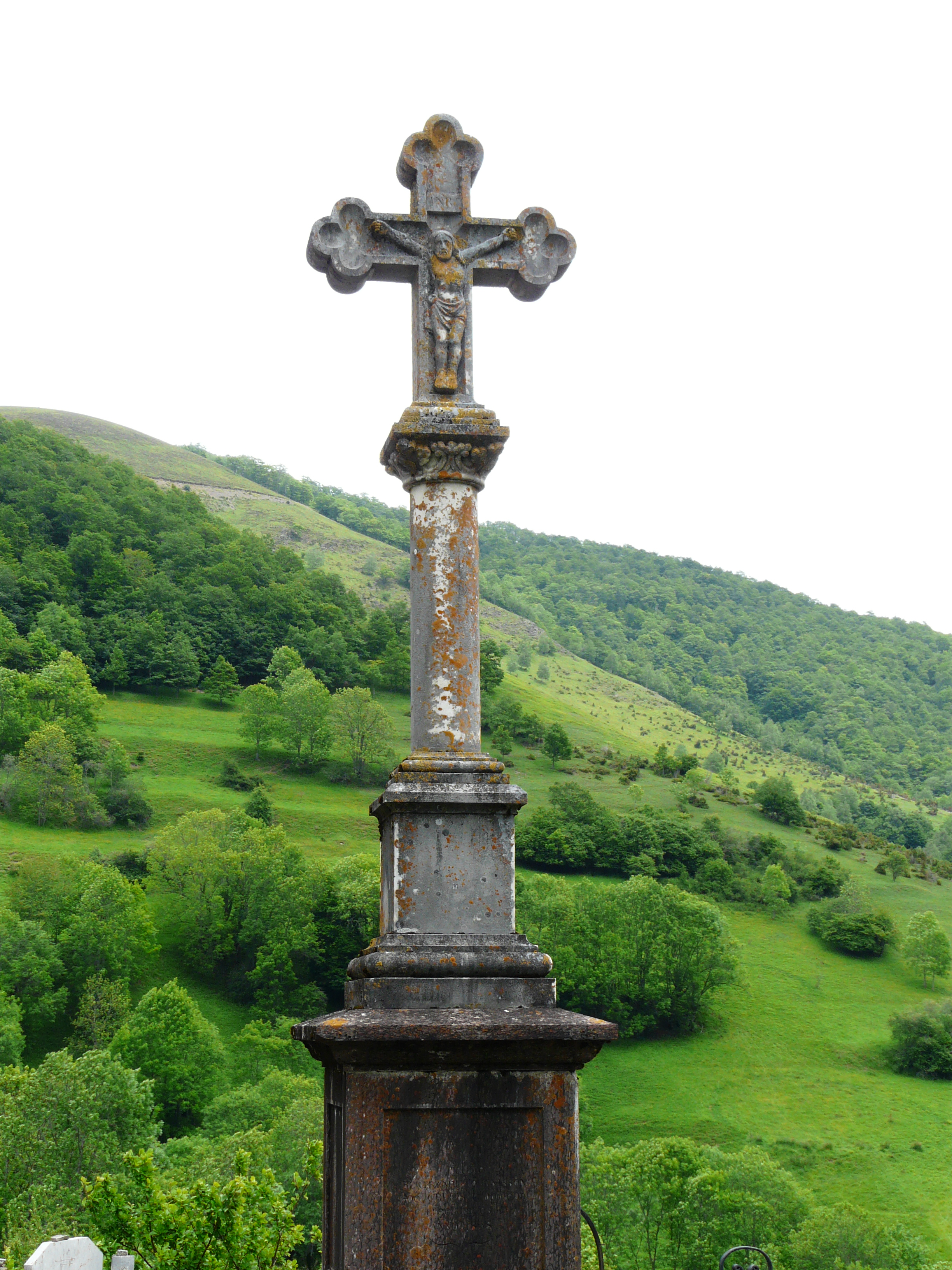
La croix du cimetière.
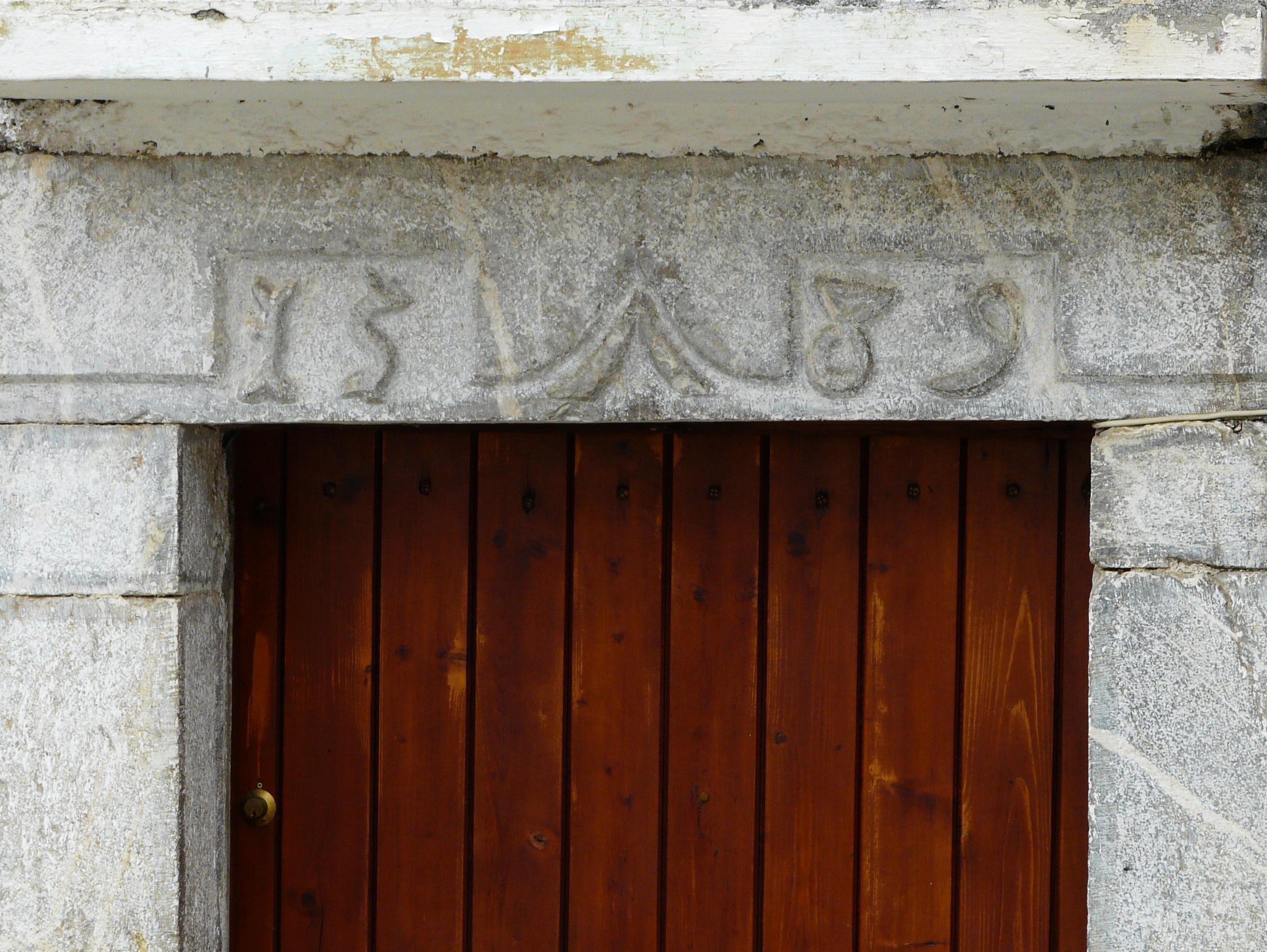
Linteau de porte daté de 1589 dans le village.